# 貝爾瑙巴赫河

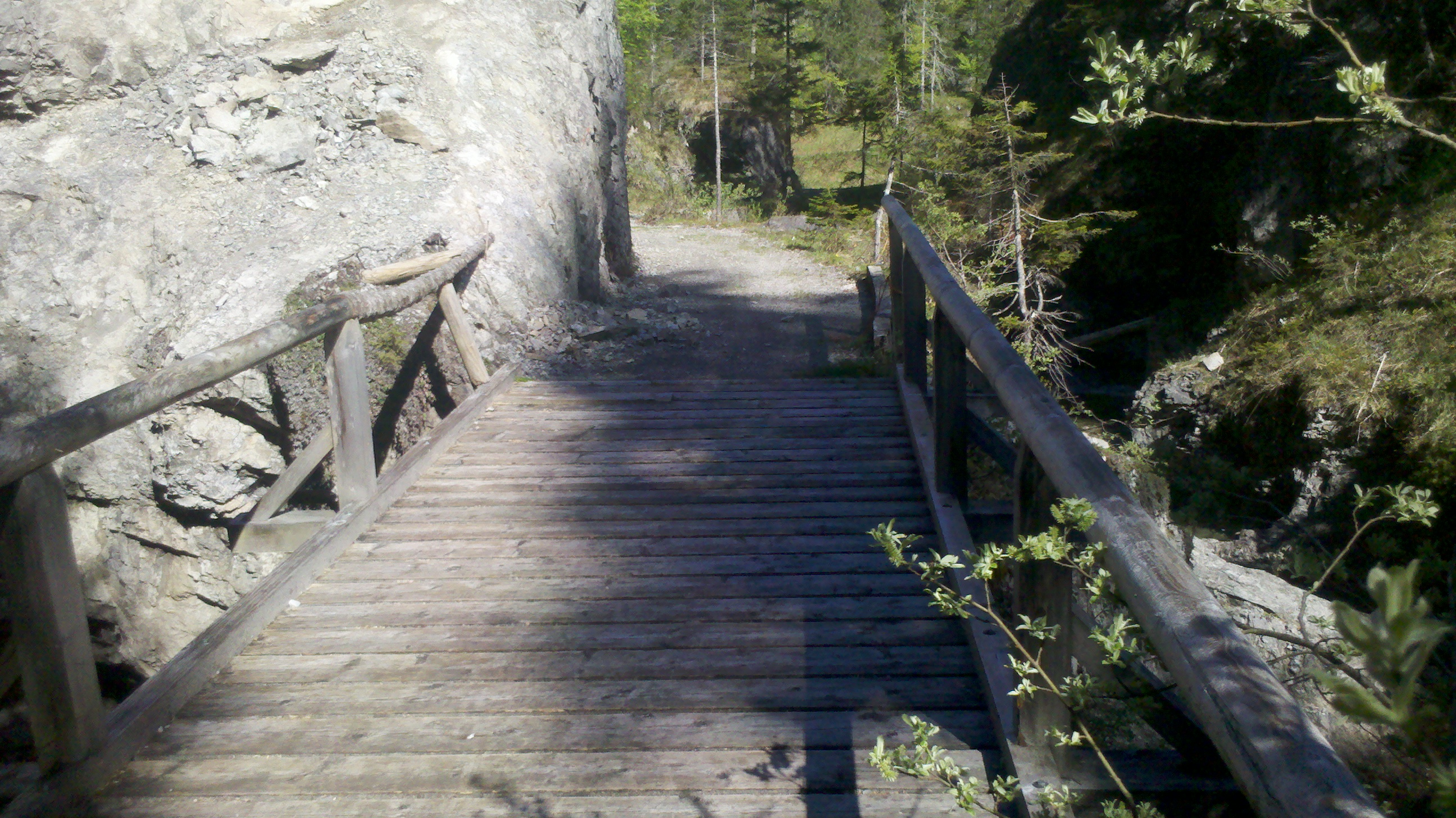

貝爾瑙巴赫河（德語：Bernauer Bach），是德國的河流，位於該國東南部，由巴伐利亞負責管轄，屬於白瓦萊普河的支流，河道全長2.7公里，發源自拉普貝格山北坡。